# U 51 (U-Boot, 1916)
U 51 war ein deutsches U-Boot vom weiterentwickelten Typ U 41, das im Ersten Weltkrieg von der Kaiserlichen Marine eingesetzt wurde.

## Geschichte
Der Auftrag für das Boot wurde am 23. August 1914 an die Germaniawerft in Kiel vergeben. Die Kiellegung erfolgte am 19. Dezember 1914, der Stapellauf am 25. November 1915, die Indienststellung unter Kapitänleutnant Walter Rumpel fand schließlich am 24. Februar 1916 statt.
Das Boot gehörte nach seiner Indienststellung am 24. Februar 1916 bis zum 25. Mai 1916 der I. Flottille an. Ab dem 25. Mai 1916 bis zu seiner Versenkung gehörte das Boot zur II. Flottille.
U 51 unternahm während seiner Dienstzeit eine Feindfahrt ohne Schiffsversenkung.

## Erste Feindfahrt
Beim Auslaufen aus der Emsmündung wurde U 51 am 14. Juli 1916 auf der Position 53° 56′ N, 7° 55′ O von dem britischen U-Boot H5 (Lt. H. „Crom“ Varley) versenkt. Varley hatte für dieses Seegebiet keinen Einsatzauftrag von der britischen Admiralität erhalten. Aus „Langeweile“ hatte er das ihm zugewiesene Operationsgebiet verlassen und war in aussichtsreichere Gewässer gelaufen. Von zwei abgeschossenen Torpedos traf einer U 51 unterhalb des Turms. Obgleich er sich in feindlichen Gewässern befand, tauchte Varley auf, um als Beweis für die Versenkung deutsche Überlebende nach England mitzunehmen. H5 wurde aber durch zwei deutsche Torpedoboote unter Feuer genommen und zum Tauchen gezwungen. Nach einer mehrstündigen Verfolgung konnte das U-Boot entkommen.

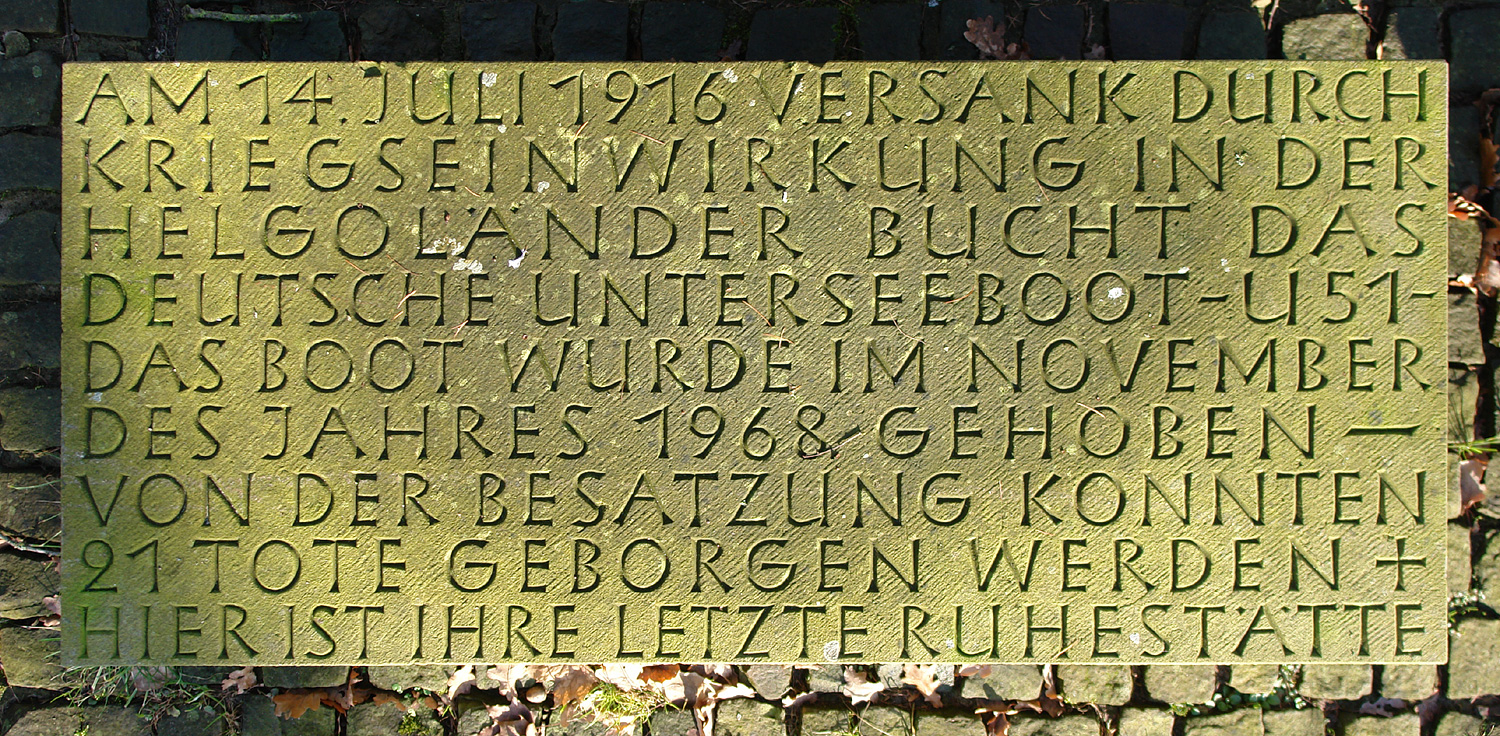
Ehrenmal in Bremen

Von den 37 Besatzungsmitgliedern bei dieser Fahrt drängten sich 18 Überlebende, unter ihnen der Kommandant, im Bugraum. Da es nicht genug Tauchretter gab, warteten sie auf den langsamen Tod durch Ersticken. Nach vier Stunden versuchten zwei den Ausstieg, aber nur einer der Männer überlebte den Aufstieg. Aus dem Heckabteil kamen drei weitere Männer frei, von denen ebenfalls einer beim Auftauchen starb. Zwei Besatzungsmitglieder wurden später bei Büsum bzw. Wilhelmshaven an die Küste getrieben.
Am 22. Oktober 1968 wurde das Vorschiff des Wracks gehoben und fünf Tage später das Achterschiff. 21 Tote konnten geborgen und auf dem Osterholzer Friedhof in Bremen beigesetzt werden. Ein Ehrenmal erinnert dort an das Unglück und die verunglückten Besatzungsmitglieder. Neun Besatzungsmitglieder gelten als vermisst.